# Natourcriterium Roeselare 2018
De 9e editie van de Belgische wielerwedstrijd het Criterium van Roeselare werd verreden op 31 juli 2018. De start en finish vonden plaats in Roeselare. De winnaar was Peter Sagan, gevolgd door Niki Terpstra en Yves Lampaert.

## Uitslag
| Natourcriterium Roeselare 2018 |                          |                            |           |
| Plaats                         | Naam                     | Ploeg                      | Tijd      |
| Winnaar                        | Peter Sagan              | BORA-hansgrohe             | 2u 15' 2" |
| 2                              | Niki Terpstra            | Quick-Step Floors          | z.t.      |
| 3                              | Yves Lampaert            | Quick-Step Floors          | z.t.      |
| 4                              | Wout Poels               | Team Sky                   | z.t.      |
| 5                              | Timothy Dupont           | Wanty-Groupe Gobert        | 44"       |
| 6                              | Oliver Naesen            | Ag2r-La Mondiale           | z.t.      |
| 7                              | Sonny Colbrelli          | Bahrain-Merida             | z.t.      |
| 8                              | Jasper De Buyst          | Lotto Soudal               | z.t.      |
| 9                              | Guillaume Van Keirsbulck | Wanty-Groupe Gobert        | z.t.      |
| 10                             | Dimitri Claeys           | Cofidis, Solutions Crédits | z.t.      |

2010 · 2011 · 2012 · 2013 · 2014 · 2015 · 2016 · 2017 · 2018 · 2019 · 2020 · 2021 · 2022